# Smodniški alarm
Smodniški alarm ali massachusettski smodniški alarm je bila velika ljudska reakcija na odstranitev smodnika iz skladišča Gunpowder v bližini Bostona s strani britanskih vojakov po ukazu generala Thomasa Gagea, kraljevega guvernerja province Massachusetts Bay 1. septembra 1774. Zaradi tega dejanja se je sredi govoric o prelivanju krvi po podeželju razširil alarm v kolonijo Connecticut in drugod, ameriški patrioti pa so se v strahu pred izbruhom vojne takoj zatem lotili akcije. Na tisoče pripadnikov milice se je začelo zgrinjati proti Bostonu in Cambridgeu, Massachusetts, množični napadi pa so prisilili lojaliste in nekatere vladne uradnike, da so zbežali pod zaščito britanske vojske. Podoben dogodek, imenovan tudi smodniški incident, se je aprila 1775 zgodil v Virginiji.